# الرقص الحملي (الكورية الحملية)
الرقص الحملي هو نوع نادر من الرقص الذي يعرض على شكل حركات لا إرادية غير طبيعية تتصف بالمفاجأة، عدم الإيقاع وعدم تكرار الحركة لطرف الواحد، غالبا ما يقترن مع تكشيرة وجه غير نمطية. وهو أحد مضاعفات الحمل التي يمكن أن ترتبط بتسمم الحمل (إرجاج)وآثاره على العقد القاعدية. إنه ليس سببا أو كيان مرضي متميز لكنه مصطلح عام مرتبط لاباس سبب يكون أثناء الحمل. يرتبط الرقص الحملي تاريخيا برقاص سيدنهام وغالبا ما يصيب المرضى الصغار بالسن ممن متوسطه العمري 22 سنة. مؤخرا هناك كثير من الانخفاض في الإصابة الذي يكون من المحتمل نتيجة لانخفاض في الحمى الرثوية (الروماتزمية)، التي كانت سبب رئيسي في الرقص الحملي قبل استخدام من المضادات الحيوية لأجل التهاب البلعوم بالعقيدات.

## الفيزيولوجيا المرضية
تم تقديم العديد من الأسباب المسببة لمرض الرقص الحملي، ولكن لم يتم إثبات أي منها. إلا أنه يشتبه في تاريخ حمى الروماتيزم: هذا الاشتباه يقترح بأن هرمون الاستروجين والبروجسترون قد يحسسون مستقبلات الدوبامين (التي من المفترض أن تكون على جسم مخطط(النواة المخططية)) ويحث على ظهور الرقص الحملي للأشخاص الذين هم عرضة لهذه الأعراض بحكم علم الأمراض الموجودة في العقد القاعدية. تم تعزيز العلاقة بالحمى الروماتيزمية من خلال العديد من الدراسات التي أظهرت أن النساء مع الأحمال الطبيعية قبل الحمى الروماتيزمية طورت رقصة في حالات الحمل اللاحقة. على الأقل 35% من المرضى يكون لهم تاريخ محدد من الحمى الروماتيزمية الحادة ورقص سيدنهام: 4% ممن يعانون من الرقص الحملي لديهم حمى روماتيزمية حادة.
وقد اقترح أن استخدام أقراص منع الحمل تكون سبب نادر للرقص. طور مريض هذا الرقص مع عدم وجود دليل واضح متقدم على رقص سيدنهام أو عدوى العقيدات الحديثة، لكن كان لديه أجسام مضادة للعقد القاعدية، تشير إلى أساس مناعي للفيزيولوجيا المرضية لهذا الرقص.

## علاج
معالجة دوائية تكون معينة للمرضى الذين يعانون من شلل رقصي شديد. يتم معالجته بهالوبيريدول دواء مهدئ ومضاد للقيء، كلوربرومازين منفرد أو مشترك مع ديازيبام عقار مهدئ، وأيضا بيموزيد ، وهو دواء آخر مضاد للذهان قد يكون له تأثير معاكس أقل من هالوبيريدول. يمكن أن نستعمل أيضا، حمض الفالبرويك، هيدرات الكلورال، ريسبيريدون، أو فينوباربيتال.